# Нюрнбергский процесс по делу Фридриха Флика

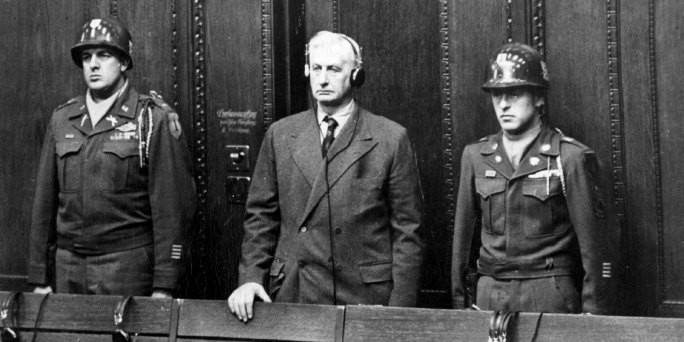
Фридрих Флик выслушивает приговор на судебном процессе.

Соединенные Штаты Америки против Фридриха Флика, или процесс по делу Фридриха Флика был пятым из двенадцати судебных процессов по нацистским военным преступлениям, проводимых властями Соединённых Штатов Америки в их зоне оккупации Германии (в Нюрнберге) после Второй мировой войны. Это был первый из трёх судебных процессов относительно ведущих промышленников нацистской Германии; два других были: Процесс IG Farben и Процесс по делу Альфрида Круппа.
Процесс по делу Фридриха Флика был одним из 12 Последующих Нюрнбергских Процессов над военным, политическим и экономическим руководством нацистской Германии, которые состоялись после суда над главными военными преступниками, проведённого Международным военным трибуналом. Как и другие Последующие Нюрнбергские Процессы, процесс по делу Фридриха Флика проходил во Дворце юстиции.
Обвиняемыми в данном случае были Фридрих Флик и пять других высокопоставленных руководителей группы компаний Флика, официально называвшейся Flick Kommanditgesellschaft или Flick KG. Обвинения были сосредоточены на рабском труде и грабеже, но Флик и самый главный директор, Отто Штейнбринк, также были обвинены в участии в «Круге друзей Гиммлера». Круг был группой влиятельных немецких промышленников и банкиров, основанной в 1932 году Вильгельмом Кепплером и взятой под контроль Гиммлером в 1935 году с целью предоставления финансовой поддержки нацистам. Его члены жертвовали ежегодно около 1 миллиона рейхсмарок на «специальный счёт S» в пользу Генриха Гиммлера.
Судьи данного процесса ранее участвовали в деятельности военного трибунала IV: Чарльз Б. Сирс (председательствующий), бывший главный судья апелляционного суда Нью-Йорка; Уильям С. Кристиансон, бывший судья Верховного суда Миннесоты; Франк Н. Ричман, бывший сотрудник Верховного суда штата Индиана; Ричард Д. Диксон, бывший судья Верховного суда Северной Каролины, в качестве запасного судьи.
Главой обвинения был Телфорд Тэйлор, ведущим прокурором был Джозеф М. Стоун, эсквайр, трудовой адвокат из Министерства труда США. Обвинительное заключение было подано 8 февраля 1947 года, изменено 18 марта 1947 года; судебный процесс длился с 19 апреля по 22 декабря 1947 года. Фридрих Флик был приговорен к семи годам лишения свободы, двое других подсудимых получили более короткие сроки, а остальные трое были оправданы.

## Обвинение
1. Военные преступления и преступления против человечности путем участия в депортации и порабощении гражданского населения стран и территорий, оккупированных Германией или находящихся под ее контролем, а также заключенных концлагерей, для использования в рабском труде в шахтах и на заводах Флика.
2. Военные преступления и преступления против человечности путем разграбления и захвата имущества на оккупированных территориях, а также захват заводов как на западе (Франция) и на востоке (Польша, СССР).
3. Преступления против человечности путем участия в преследовании евреев и «ариизации» их собственности.
4. Членство в НСДАП и «Круге друзей Гиммлера».
5. Участие в преступной организации, СС.

Пункт 2 обвинения не был предъявлен Тербергеру, пункт 3 относился к Флику, Штейнбринку и Калечу, пункт 4 к Флику и Штейнбринку, в то время как пункт 5 относился только к Штейнбринку, который был Бригаденфюрером СС. СС была объявлена Международным военным трибуналом преступной организацией ранее.
Все подсудимые признали себя «не виновными».
Суд отклонил пункт 3, заявив, что представленные доказательства (которые касались случаев до сентября 1939 года) находятся за пределами его юрисдикции, трибунал имеет полномочия только относительно действий, совершенных во время Второй мировой войны, то есть с сентября 1939 года по май 1945 года.

## Обвиняемые
| картина | Имя              | Обвинения | Обвинения | Обвинения | Обвинения | Обвинения | Приговор                                                                                               |
|         |                  | 1         | 2         | 3         | 4         | 5         | |
| ------- | ---------------- | --------- | --------- | --------- | --------- | --------- | --- |
|         | Фридрих Флик     | G         | G         | I         | G         |           | 7 лет тюремного заключения, включая время, уже проведенное в тюрьме                                    |
|         | Отто Штейнбринк  | I         | I         | I         | G         | G         | 5 лет тюремного заключения, включая время, уже проведенное в тюрьме — умер в тюрьме 16 августа 1949 г. |
|         | Бернхард Вайсс   | G         | I         |           |           |           | 2.5 года тюремного заключения, включая время, уже проведенное в тюрьме                                 |
|         | Одило Буркарт    | I         | I         |           |           |           | оправдан                                                                                               |
|         | Конрад Калеч     | I         | I         | I         |           |           | оправдан                                                                                               |
|         | Герман Тербергер | I         |           |           |           |           | оправдан                                                                                               |

I — Обвинен G — Обвинен и признан виновным